# Patrick Chamoiseau
Patrick Chamoiseau (? –) Martinique-i francia író, aki a créolité mozgalomban végzett munkájáról ismert. Munkássága számos formát és műfajt ölel fel, beleértve regényeket, esszéket, gyermekkönyveket, forgatókönyveket, színházi előadásokat és képregényeket. Texaco című regényét 1992-ben Goncourt-díjjal tüntették ki.

## Élete
Chamoiseau 1953. december 3-án született a Martinique-i Fort-de-France-ban, ahol jelenleg is él. Miután jogot tanult Párizsban, Franciaországban, visszatért Martinique-ra, Édouard Glissant inspirációjára, hogy mélyebben érdeklődjön a kreol kultúra iránt.
1981-ben Chamoiseau Georges Puisyval társszerzője volt az Antillákról szóló történelmi műnek Bonaparte Napóleon uralkodása alatt, Delgrès : les Antilles sous Bonaparte. 1989-ben az Éloge de la créolité (A kreolság dicséretében) társszerzője volt Jean Bernabével és Raphaël Confianttal.
Chamoiseau számos díjat kapott. 1990-ben megkapta a Carbet-díjat az Antan d'enfance című önéletrajzi trilógia első könyvéért, melynek gyűjtőneve Une enfance créole. 1992-es Texaco című regényét „remekműként, egy zseni műveként” jellemezték, „egy regényként, amely megérdemli, hogy legalább annyira ismert legyen, mint Fanon Les damnés de la terre [A föld nyomorultjai] és Césaire Cahier d'un retour au pays natal [A szülőföldre való visszatérés naplója] című műve”. 1999-ben Chamoiseau-t Prince Claus-díjjal tüntették ki a karibi társadalomhoz való hozzájárulásáért.
Chamoiseau írásmódját néha Louis-Ferdinand Céline stílusához hasonlították, ahogyan az írott és a szóbeli kapcsolatát vizsgálják.

## Stílus és szemléletmód

### Férfiasság kontra nőiesség
A férfiak és nők közötti dinamika és kapcsolat régóta témája a karibi irodalomnak. A „férfiasság” és a „nőiesség” fogalma a karibi irodalom egyik jellemző irodalmi témája. Patrick Chamoiseau, sok más karibi szerzőhöz hasonlóan, számos irodalmi művében használja ezt a témát. Mivel azonban nagyobb számban vannak férfi írók, akik a Karib-térségből származnak, ez a beszélgetési téma elsősorban férfiak által uralt, és a „maszkulinista” perspektívát veszi figyelembe.
Chamoiseau-t gyakran kritizálták némileg patriarchális irodalmi alakként, miután megalapította a maszkulinista kreoliták mozgalmát az Antillák szigetvilágában. A mozgalom megalapításának célja az volt, hogy büszkeséget és nacionalizmust vigyen az antilláki férfi lakosságba, amelyet évszázadokig kasztráltak azzal, hogy európai gyarmatosítóik eltiltották őket a hatalmi és tekintélyes pozíciók betöltésétől.
A „Kosto et ses deux enfants” (az Émerveilles-ből) című gyermekmesében kifejtett irodalmi munkássága azonban szöges ellentétben áll tipikus patriarchális és férfias természetével. A karibi irodalomban a férfiak ábrázolása jellemzően negatív fényben jelenik meg; a történetben ezzel a témával ellentétben a főszereplő egy tiszteletreméltó apafigurává válik.

### Kreollét
Sok karibi író próbál választ találni erre a kérdésre: „Mit jelent karibinak lenni?” Ez a kérdés az identitáskeresés tárgya, és Chamoiseau és kollégái a créolité („kreol lét”) szót használták a kérdés megválaszolására. A kreol identitás arra utal, hogy a különböző kultúrák hogyan alkalmazkodnak és keverednek a szigeteken vagy elszigetelt területeken, ami a Karib-térség esetében az afrikai, polinéz és ázsiai kultúrák keveredésére utal az európai gyarmatosítók kultúrájával. A kreol identitásnak ez az elképzelése ellentétben áll az „amerikai identitás” elképzelésével, mivel az Amerika előtt létezett, és hogy az „amerikai identitás” kizárja az őslakos lakossággal való interakcióját.
Ez Patrick Chamoiseau írásmódjához kapcsolódik, mivel választásai tudatosak, mivel általános célja a kreol mivolt ezen koncepciójának kifejezése. A Creole Folktales (Kreol népmesék) erre kiváló példa a művei közül. Maga a gyűjtemény a 17. század körül játszódik a Francia Antillákon, Chamoiseau pedig a mesélő-narrátor szerepét tölti be, és kreol nyelvet használ, hogy újraalkossa az Antillákon elsősorban szóbeli történetmesélési hagyományt. Ezeket a szempontokat azért választja írásai kiegészítésére, mert a szóbeli és történelmi pontosság fontos az Antillák ábrázolásában, és kulcsfontosságú a kreol identitás tudatosításában.

## Bibliográfia

### Regények
- Chronique des sept misères (1986)
- Solibo magnifique (1988)
- Texaco (1992)
- L'Esclave vieil homme et le Molosse (1997)
- Biblique des derniers gestes (2002)
- Un dimanche au cachot (2008)
- Les Neuf consciences du malfini (2009)
- L'Empreinte à Crusoé (2012)
- Hypérion victimaire : Martiniquais épouvantable (2013)
- La Matière de l'absence (2016)
- Le Conteur, la Nuit et le Panier (2021)
- Le Vent du nord dans les fougères glacées (2022)

### Önéletrajz
- Antan d'enfance (1990)
- Chemin d'école (1994)
- À bout d'enfance (2005)

### Esszé
- Éloge de la créolité (1989) Jean Bernabé és Raphaël Confiant-tal
- Martinique (1989) Michel Renaudeau és Emmanuel Valentin fotóival.
- Lettres créoles : tracées antillaises et continentales de la littérature : Haiti, Guadeloupe, Martinique, Guyane : 1635-1975 (1991) Raphaël Confiant-tal
- Guyane : traces-mémoires du bagne (1994) Rodolphe Hammadi fotóival.
- Ecrire en pays dominé (1997)
- Frères migrants (2017)
- Manifestes, Édouard Glissant-tal (2021)
- Baudelaire Jazz (2022)
- Faire-Pays - Éloge de la responsabilisation (2023)

### Egyéb
- Manman Dlo contre la fée Carabosse (1982)
- Au temps de l'antan : contes du pays Martinique (1989)
- Elmire des sept bonheurs (1998)
- Le Papillon et la Lumière (2011) Illusztrálta: Ianna Andreadis.
- Veilles et Merveilles Créoles (2013)
- Osons l'hospitalité, with Michel Le Bris (2022)

### Forgatókönyv
- L'Exil du roi Behanzin (1994) rendezte: Guy Deslauriers(wd)
- Le Passage du Milieu (2000) rendezte: Guy Deslauriers
- Biguine (2004) rendezte: Guy Deslauriers
- Nord Plage (2004) rendezte: José Hayot
- Aliker (2009) rendezte: Guy Deslauriers

### Comics
- "Monsieur Coutcha" by Tony Delsham(wd). 1972-ben indult havi képregény, amelyet Chamoiseau "Abel" álnéven illusztrált. Le retour de Monsieur Coutcha néven állították össze és tették közzé (1984)[10]
- Delgrès : les Antilles sous Bonaparte (1981) illusztrálta: Georges Puisy.
- Encyclomerveille d'un tueur #1 : L'orphelin de Cocoyer Grands-Boi (2009)[11] illusztrálta: Thierry Ségur.

### Gyermekirodalom
- Émerveilles (1998)

### Magyarul
- Csodálatos Solibo (Solibo magnifique) – Európa, Budapest, 1996 · ISBN 9630758946 · Fordította: N. Kiss Zsuzsa
- Valamikor hajdanában. Mesék Martinique szigetéről (Au temps de l'antan) – Napkút, Budapest, 2012 · ISBN 9789632632735 · Fordította: Vincze Judit

## Kitüntetések és díjak
- 1986: Prix Kléber Haedens, for Chronique des sept misères
- 1986: Prix de l'île Maurice, for Chronique des sept misères
- 1987: Prix international francophone Loys Masson, for Chronique des sept misères
- 1988: Grand Prix de la littérature de jeunesse, for Au temps de l’antan
- 1989: "Mention" Premio Grafico Fiera di Bologna per la Gioventù de la Foire du livre de jeunesse de Bologne (Italie) for Au temps de l'antan : contes du pays Martinique
- 1990: Prix Carbet de la Caraïbe, for Antan d'enfance
- 1992: Prix Goncourt for Texaco
- 1999: Prince Claus Award
- 2002: Prix Spécial du Jury RFO, for Biblique des derniers gestes
- 2008: Prix du Livre RFO, for Un dimanche au cachot
- 2010: Commandeur des Arts et des Lettres
- 2016: Prix international Nessim Habif, Académie royale de langue et de littérature françaises de Belgique, for La Matière de l'absence
- 2019: Best Translated Book Award (Slave Old Man)
- 2023: Prix Marguerite-Yourcenar

## Fordítás
- Ez a szócikk részben vagy egészben  a   Patrick Chamoiseau című angol Wikipédia-szócikk ezen változatának fordításán alapul.  Az eredeti cikk szerkesztőit annak laptörténete sorolja fel. Ez a jelzés csupán a megfogalmazás eredetét és a szerzői jogokat jelzi, nem szolgál a cikkben szereplő információk forrásmegjelöléseként.